# Apichatpong Weerasethakul

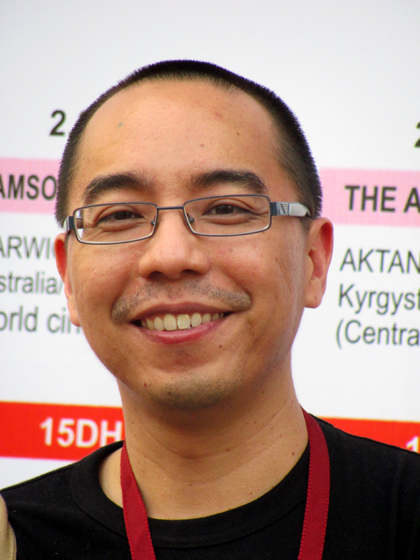
Apichatpong Weerasethakul (2010)

Apichatpong Weerasethakul (Thai: อภิชาติพงศ์ วีระเศรษฐกุล, RTGS: Aphichatphong Wirasethakun, ausgesprochen: [ʔàpʰíʨʰâːtpʰoŋ wiːrásèttʰàkun], Spitzname: Joe; * 16. Juli 1970 in Bangkok, Thailand) ist ein thailändischer Filmregisseur, Drehbuchautor und Filmproduzent. Für seinen Spielfilm Uncle Boonmee erinnert sich an seine früheren Leben erhielt er 2010 als erster thailändischer Filmemacher die Goldene Palme der Internationalen Filmfestspiele von Cannes.

## Biografie
Apichatpong Weerasethakul wurde 1970 in Bangkok geboren, wuchs aber in Khon Kaen im Nordosten Thailands auf. Beide Eltern waren Ärzte, sein Vater zudem zeitweilig Parlamentsabgeordneter für die Demokratische Partei. Apichatpong studierte zunächst Architektur an der Universität Khon Kaen. Während des Studiums erhielt er durch Videotheken ein breiteres Filmwissen und drehte auf Video einige 16-mm-Kurzfilme. Nach Abschluss des Studiums im Jahr 1994 ging er nach Chicago, um am Art Institute of Chicago Film zu studieren. Sein zweites Studium schloss er 1997 ab.
1999 gründete er die Filmproduktionsfirma Kick the Machine und produzierte mit dieser den 27-minütigen Kurzfilm Malee and the Boy, der dem Alltag eines Elfjährigen in der thailändischen Hauptstadt Bangkok folgt. Eine erste längere Regiearbeit lieferte Apichatpong mit dem Dokumentarfilm Dokfa nai meuman ab, der 2000 auf Filmfestivals weltweit gezeigt wurde. Der internationale Durchbruch gelang ihm mit dem Spielfilm Blissfully Yours. Dieser wurde auf zahlreichen internationalen Filmfestivals gezeigt, vom Großteil der Kritiker gelobt und erhielt mehrere Auszeichnungen, unter anderem den Prix Un Certain Regard der Internationalen Filmfestspiele von Cannes 2002 und dem Preis für junges Kino auf dem Singapore International Film Festival. Die Hauptfigur des Films ist ein Burmese, der illegal in Thailand lebt und an einer Hautkrankheit leidet. Gezeigt wird, wie der Protagonist und seine Freundin einen Ausflug in die Wildnis unternehmen.
Nachdem er 2003 bei der für sein übriges Werk untypischen Musical-Komödie Hua jai tor ra nong als Co-Regisseur tätig gewesen war, folgte 2004 Tropical Malady, in dem der selbst homosexuelle Regisseur die Liebe zwischen zwei Männern thematisierte. In der Zeit als „Sensation des Kinos“ gelobt, handelt der Film von einem Soldaten (gespielt von Banlop Lomnoi) und seinem Geliebten (Sakda Kaewbuadee). Als letzterer verschwindet, glaubt der Soldat aufgrund einer Sage, der Verschwundene hätte sich in ein grausames Tier verwandelt, und geht auf die Suche nach ihm. Bei den Filmfestspielen von Cannes wurde Tropical Malady mit dem Preis der Jury ausgezeichnet.
2005 nahm er an einem Projekt des thailändischen Kulturministeriums teil, das dreizehn Kurzfilme im Gedenken an die Opfer des Seebebens im Indischen Ozeans 2004 sammeln sollte. Sein neunminütiger Beitrag trug den Titel Ghost of Asia.
Am 30. August 2006 feierte sein Spielfilm Sang sattawat seine Premiere im Wettbewerb der 63. Internationalen Filmfestspiele von Venedig. Der Film, inspiriert vom Leben der Eltern des Regisseurs, erzählt in zwei Teilen von einem weiblichen und einem männlichen Arzt in unterschiedlichen Krankenhäusern. „Spektakuläre Bilder gehen in kontemplativer Ruhe auf den Zuschauer nieder, bevor ein irrwitziges Gemeinschaftstanz-Finale die Meditation jäh beendet“, hieß es im Spiegel über Sang sattawat.
2008 wurde Weerasethakul in die Wettbewerbsjury der 61. Filmfestspiele von Cannes berufen.
Im Juli 2008 verlieh Frankreich ihm die Chevalier-des-Arts-et-Lettres-Medaille.
Im März 2009 erschien das erste Buch über Apichatpong Weerasethakul außerhalb Thailands – herausgegeben von James Quandt. Ein Jahr später erhielt er für Uncle Boonmee erinnert sich an seine früheren Leben als erster thailändischer Filmemacher die Goldene Palme der 63. Filmfestspiele von Cannes.
Auf der dOCUMENTA (13) in Kassel wurde 2012 seine zusammen mit Chi Siri gestaltete Großfigur eines weißgekleideten Geistes gezeigt.
2012 hat er den Juryvorsitz der 65. Auflage des Internationalen Filmfestivals von Locarno übernommen.
2016 fanden drei seiner Filme (Sang sattawat, Tropical Malady, Uncle Boonmee erinnert sich an seine früheren Leben) bei der BBC-Wahl zu den 100 bedeutendsten Filmen des 21. Jahrhunderts Berücksichtigung.
2019 begann Weerasethakul mit den Dreharbeiten zu seinem Film Memoria, der erstmals nicht in Thailand, sondern in Kolumbien spielt. Der Film ist mit Tilda Swinton, Jeanne Balibar, Daniel Gimenez Cacho u. a. international besetzt. Ein Thema ist das Jahrhunderte alte Bauprojekt, Tunnel durch die Anden zu bauen. Memoria ist außerdem beeinflusst von der Tatsache, dass Weerasethakul begann, am Exploding Head Syndrome zu leiden. Daraufhin führte er Gespräche mit Ärzten und Psychologen und beschäftigte sich mit den Konzepten Trauma, Leid und Erinnerung. Im Jahr 2021 wurde er für das Werk zum dritten Mal in den Wettbewerb um die Goldene Palme des Filmfestivals von Cannes eingeladen.

## Filmografie
- 1993: Bullet (Kurzfilm)

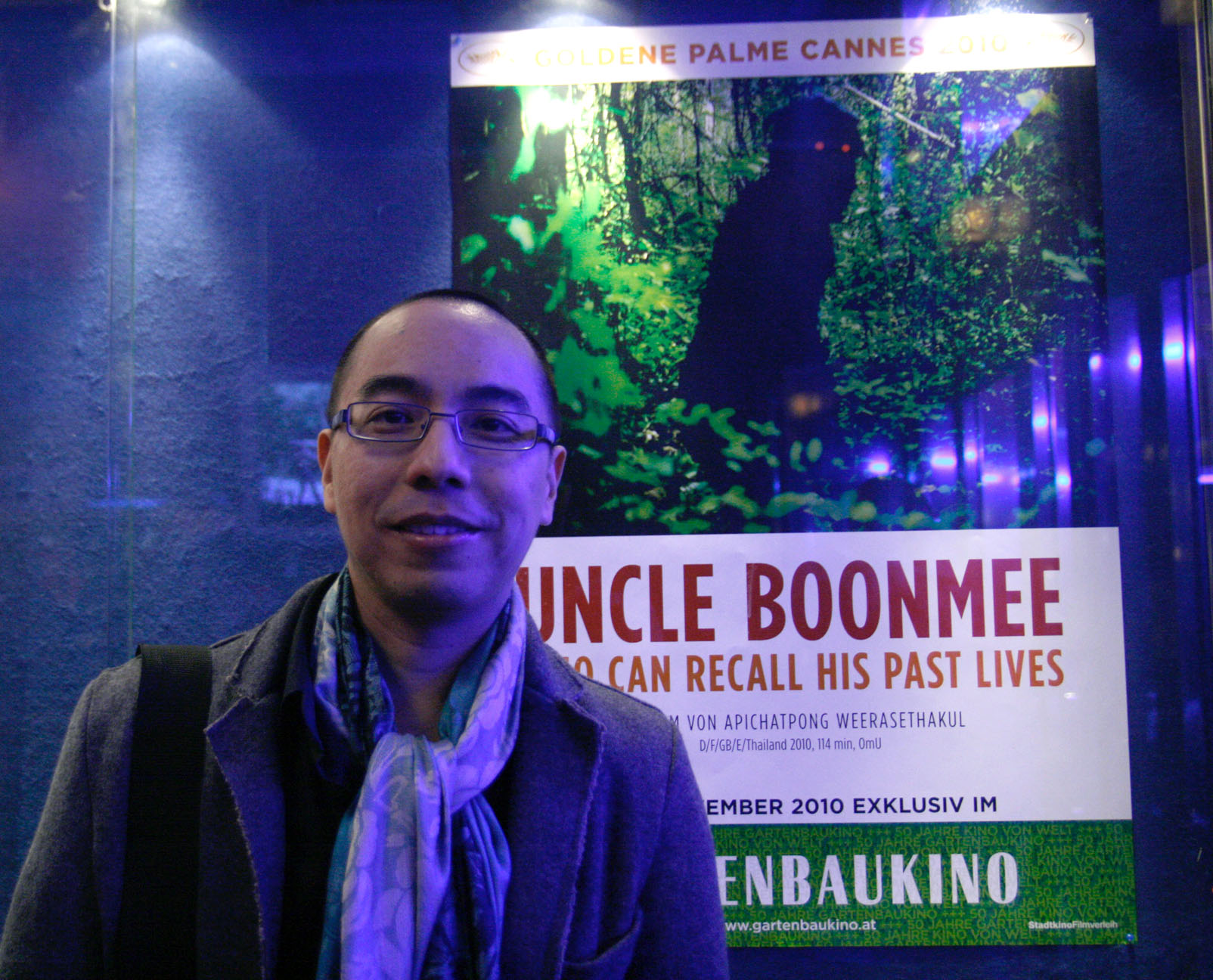
Apichatpong Weerasethakul (Viennale 2010)

- 1994: Kitchen and Bedroom (Kurzfilm)
- 1994: 0016643225059 (Kurzfilm)
- 1996: Like the Relentless Fury of the Pounding Waves (Kurzfilm)
- 1998: Thirdworld (Kurzfilm)
- 1999: Malee and the Boy (Kurzfilm)
- 2000: Boys at Noon (Kurzfilm)
- 2000: Dokfa nai meuman
- 2001: Masumi Is a PC Operator (Kurzfilm)
- 2002: Blissfully Yours (Sud sanaeha)
- 2003: Hua jai tor ra nong
- 2004: Tropical Malady (Sud pralad)
- 2005: Worldly Desires (Kurzfilm)
- 2005: Ghost of Asia (Kurzfilm)
- 2006: Syndromes and a Century (Sang sattawat)
- 2009: A Letter to Uncle Boonmee
- 2010: Uncle Boonmee erinnert sich an seine früheren Leben (Lung Boonmee raluek chat)
- 2010: Empire (Kurzfilm)
- 2011: M Hotel (Kurzfilm, auch Teil des 2011 veröffentlichten Episodenfilms Quattro Hongkong 2)
- 2011: Ashes (Kurzfilm)
- 2015: Cemetery of Splendour
- 2021: Memoria